# Имерхевцы
Имерхевцы, Шавши (груз. იმერხეველები, შავშები) —  этнографическая группа грузин, с мусульманским вероисповеданием. Самоназвание «имерхевели». Насчитывается несколько десятков тысяч человек. Почти все двуязычны; говорят на имерхевском диалекте грузинского языка и на турецком. Имерхевский (имерхеули) диалект имеет много общих черт с соседним аджарским. По традиционной культуре близки к населению Западной и Южной Грузии.
Большинство компактно проживают в Артвин, в основном в высокогорной части исторической Шавшети — Имерхеви. К имерхевцам близки живущие на севере иля Артвин кларджийцы и мачахельцы. Отражая некоторую внутреннюю дифференциацию, сохраняющуюся в грузинской общине Турции, имерхевцы утверждают, что по происхождению они отличаются от остальных грузин в районе Борчха, которые приняли аджарскую идентичность. Первым, кто обратил внимание на местную культуру, был Николай Марр, который во время экспедиции в Шавшети в 1910 году собирал народную литературу и этнографическую информацию из нескольких деревень вдоль реки Имерхеви. 